# شکاف نوک پستان
شکاف نوک سینه (به انگلیسی: Fissure of nipple) حالتی از درد، خشکی، سوزش یا خونریزی از یک یا هر دو نوک پستان در طی یا بعد از تمرین فیزیکی یا ورزش است. این عارضه همچنین در بین موج‌سوارهای که از پیراهن موج‌سواری استفاده نمی‌کنند نیز شایع است.
هم برای زنان و هم برای مردان اتفاق می افتد ولی از آنجایی که زنان از سینه بند استفاده می کنند این عارضه بیشتر برای زنان (اغلب زنانی که سینه بند نمی پوشند) رخ می دهد.

## دلایل
شکاف نوک پستان معمولاً توسط اصطکاک از مالش مکرر تی‌شرت یا سایر لباس‌های بالا تنه در مقابل نوک سینه‌ها در طول یک دوره زمانی طولانی ورزش ایجاد می‌شود.
این عارضه عمدتاً دونده‌ها را آزار می‌دهد. دونده‌های مسافت‌طولانی به‌دلیل آن‌که اصطکاک در نوک پستان‌شان برای بیشترین مدت زمان قرار گرفته‌است عمدتاً تمایل بیشتری به این عارضه دارند. با این حال، تنها ورزشکاران را آزار نمی‌دهد؛ قسمت داخلی یک نشان یا لوگو در لباس نیز می‌تواند موجب اصطکاک شود که در نتیجه این عارضه را به‌وجود می‌آورد.

## جلوگیری

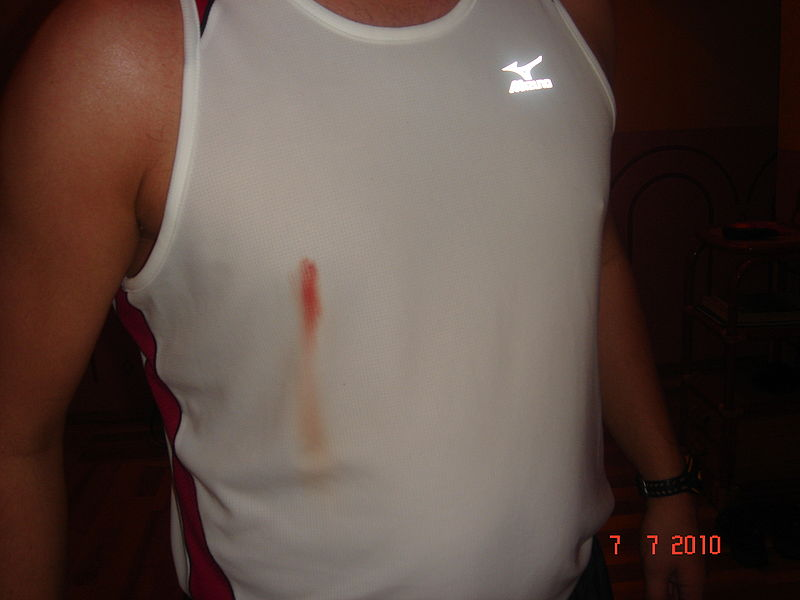
نوک پستان یک دونده بعد از دویدن ۱۰ کیلومتر در یک روز بسیار گرم

این وضعیت به راحتی قابل پیشگیری است. روش‌های دوام‌دار عبارتند از:
- دویدن بدون پیراهن هر زمانی که آب و هوا خوب باشد.
- استفاده از پیراهن یا تی‌شرت بزرگ و آزاد در حین ورزش کردن.
- استفاده از پیراهن‌های «فنی» ساخته‌شده از پارچه‌های مصنوعی و نه نخی.
- چسباندن تکهٔ کوچکی از باند یا نوارکاغذی پزشکی در روی هر نوک پستان قبل از شروع به ورزش کردن، تا به عنوان یک مانع بین پوست و لباس عمل کند.
- اگر پوست قبلاً آسیب دیده‌است، لانولین خالص را به آن قبل از ورزش برای جلوگیری از هرنوع سایش بزنید. اگر پوست آسیب‌دیده نیست، مانعی دیگر (همانند وازلین) را می‌توان استفاده کرد. این محصولات به هوا اجازه نمی‌دهند که در اطراف پوست آسیب دیده گردش کند، البته این‌کار اگر در یک دوره زمانی طولانی استفاده شود، می‌تواند از بهبود و تداوم پوست جلوگیری کند.
- استفاده از محصولات تخصصی موجود برای جلوگیری از این وضعیت مانند پیراهن‌های مخصوص.
- استفاده از سینه‌بند ورزشی، جلیقه‌های فشرده‌سازی یا برخی از انواع لباس‌های چسپیده به سینه.

این وضعیت باید در عرض چند روز حل‌شود. درغیراین‌صورت، مراقبت‌های پزشکی الزامی است. شرایط پوستی دیگر همانند اگزما، پسوریازیس، زرد زخم، عفونت‌های قارچی یا واکنش‌های آلرژیک می‌تواند باعث درد نوک پستان و تغییرات در ظاهر پوست شود. در زنان، تغییرات هورمونی در اوایل حاملگی یا در دوران قاعدگی نیز می‌تواند باعث درد نوک پستان و درد شود.

## دیگر نام‌ها
نام‌های متداول دیگر آن در زبان انگلیسی عبارتند از:
Runner's nipple, surfer's nipple, red eleven, raver's nipple, big Q's, red nipple, weightlifter's nipple and gardener's nipple, or nipple chafe.